# Крістіан Орош
Крістіа́н О́рош (рум. Cristian Oroș, нар. 15 жовтня 1984, Сигіт) — румунський футболіст, захисник «Астри».

## Клубна кар'єра
У дорослому футболі дебютував 2001 року виступами за «Олімпію» (Сату Маре) з другого за рівнем дивізіону Румунії, в якій провів чотири з половиною сезони, взявши участь у 32 матчах чемпіонату.
Протягом 2006—2007 років захищав кольори «Бігора».
Своєю грою за останню команду привернув увагу представників тренерського штабу «Брашова», до складу якого приєднався 2007 року. Відіграв за брашовську команду наступні чотири з половиною сезони своєї ігрової кар'єри. Більшість часу, проведеного у складі «Брашова», був основним гравцем захисту команди. У сезоні 2007/08 допоміг команді виграти Лігу II і вийти до елітного дивізіону, де також продовжив регулярно виходити на поле.
Влітку 2011 року уклав контракт зі столичним «Рапідом», у складі якого провів наступні два роки своєї кар'єри гравця. Граючи у складі бухарестського «Рапіда» також здебільшого виходив на поле в основному складі команди, а також дебютував у Єврокубках, зігравши за два сезони в Лізі Європи шість матчів.
3 серпня 2013 року приєднався складу ужгородської «Говерли». За сезон зіграв у 17 матчех Прем'єр-ліги і влітку 2014 року через політичну ситуацію в Україні розірвав контракт з «Говерлою» за згодою сторін.
У липні 2014 року став гравцем «Астри», з якою в сезоні 2015/16 став чемпіоном Румунії.

## Виступи за збірну
11 червня 2011 року провів свій єдиний матч у складі національної збірної Румунії в товариській грі проти збірної Парагваю. Крістіан вийшов на полі після перерви, коли його збірна вже програвала латиноамериканцям з рахунком 0:2, і у другому таймі збірні голів не забивали.

## Досягнення
- Чемпіон Румунії
  -  Чемпіон (1): 2016